# Teatro Nacional D. Maria II
Il teatro Nacional D. Maria II è un teatro che si trova nella piazza del Rossio nella città di Lisbona e che prende il nome da Maria II, figlia di Pietro IV del Portogallo. 
L'edificio di stampo neoclassico risale alla metà degli anni quaranta del XIX secolo ed è opera dell'architetto italiano Fortunato Lodi e nella parte superiore della facciata è raffigurato Gil Vicente, fondatore del teatro portoghese.
L'interno del teatro venne distrutto da un incendio nel 1966 e venne riaperto nel 1978 dopo una completa ricostruzione.
Nel 2012 è stato classificato come monumento nazionale portoghese.